# Change (Saône-et-Loire)
Change település Franciaországban, Saône-et-Loire megyében. Lakosainak száma 218 fő (2022. január 1.). Change Nolay, La Rochepot, Créot, Dezize-lès-Maranges, Épertully, Paris-l’Hôpital és Saint-Gervais-sur-Couches községekkel határos.

## Népesség
A település népességének változása:
| Lakosok száma | 235  | 221  | 232  | 219  | 221  | 222  | 223  | 221  | 218  |
|               | 2013 | 2015 | 2016 | 2017 | 2018 | 2019 | 2020 | 2021 | 2022 |